# Ратє
Ратє (словен. Ratje) — поселення в общині Жужемберк, регіон Південно-Східна Словенія, Словенія. Висота над рівнем моря: 404,7 м.